# 札幌医療リハビリ専門学校
札幌医療リハビリ専門学校（さっぽろいりょうリハビリせんもんがっこう）とは、北海道札幌市北区にあり、札幌駅に隣接する専修学校。運営は都築学園グループの学校法人都築教育学園。
理学療法学科、作業療法学科は札幌で唯一の昼間部（3年制）・夜間部（3年制）の養成施設である。
9階建校舎の北側は北極ブルーのガラスに覆われた流線型のビルで、近代建築としても名高い。また、南面には、直径約3cmの円形反射板約50万枚を貼り付けた巨大壁画があり、風になびく姿で釧路湿原を表現している。
服装は通常自由だが、理学療法学科・作業療法学科の実習時や病院・施設での臨床実習時に白衣を着用する。

## 沿革
- 1958年 - 学校法人坂元学園設立認可
- 1985年 - 学校法人坂元学園を学校法人都築教育学園に改称
- 1999年 - 札幌デジタル専門学校、札幌デジタル・アート専門学校設立
- 2016年 - 札幌デジタル・アート専門学校を廃止
- 2008年 - 札幌デジタル専門学校を札幌医療福祉デジタル専門学校に改称
- 2012年 - 札幌医療福祉デジタル専門学校を札幌医療リハビリ専門学校に改称
- 2020年 - 理学療法学科及び作業療法学科の夜間部2学科を3年制から4年制に変更

## 設置学科
現行のもの
- 理学療法学科（昼間3年制・夜間4年制）
- 作業療法学科（昼間3年制・夜間4年制）

過去のもの
- 社会福祉学科（2009年度末廃止）
- システムエンジニア科（昼間2年制）（2012年4月廃止）
- Webデザイン開発科（昼間2年制）（2012年4月廃止）
- フラワーデザイン科（昼間2年制）（2012年4月廃止）
- デジタルミュージック作曲科（昼間2年制)（2012年4月廃止）

## 資格取得
- 理学療法士国家試験受験資格
- 作業療法士国家試験受験資格
- 【2012.4廃止】基本情報技術者試験、応用情報技術者試験等
- 【2012.4廃止】ITパスポート、ウェブデザイン技能検定等
- 【2012.4廃止】フラワーデザイナー検定、フラワー装飾技能検定等

## 施設
- 大講堂
- 普通教室×7
- 各種医療実習室等×11
- PC等実習室×11
- 三次元動作解析装置
- プレゼンテーションルーム
- 休憩ロビー

他

## 所在地
- 札幌市北区北6条西1丁目3-1
  - 札幌駅東口より徒歩2分